# Liberazione di Parigi
La liberazione di Parigi durante la seconda guerra mondiale avvenne il 25 agosto 1944, con la resa della guarnigione tedesca al termine degli scontri iniziati il 19 agosto precedente con gli insorti locali francesi e le truppe degli Alleati arrivate in città. La liberazione, avvenuta al termine della battaglia di Normandia, costituì un momento di grande importanza militare e politica simboleggiando la disfatta tedesca sul fronte occidentale e la fine dell'occupazione della Francia.
La liberazione cominciò quando i combattenti delle Forces françaises de l'intérieur (FFI) - i quadri armati della resistenza francese - organizzarono una rivolta contro la guarnigione tedesca durante l'avvicinamento alla città della 3ª Armata statunitense, comandata dal generale George Patton. L'operazione, pianificata e condotta in fretta dopo vivaci discussioni tra i capi alleati, venne effettuata principalmente dai reparti meccanizzati francesi della 2e division blindée del generale Philippe Leclerc, come fortemente richiesto dal generale Charles de Gaulle ai dirigenti politico-militari anglo-americani per ragioni di prestigio e per segnalare la rivincita e la rinascita della Francia. La notte del 24 agosto, alcuni elementi dell'armata francese si fecero strada lungo la città, arrivando all'Hôtel de Ville poco prima di mezzanotte. Il mattino seguente, il grosso della 2nd Armored Division e della US 4th Infantry Division americane entrarono in città. I tedeschi, in ritirata disordinata dopo la catastrofe della Sacca di Falaise, non opposero forte resistenza e lo stesso generale Dietrich von Choltitz, comandante militare della città, non obbedì all'ordine draconiano di Adolf Hitler che prevedeva la distruzione totale di Parigi, e preferì arrendersi. Il generale Charles de Gaulle prese il controllo della città e la qualificò come capitale del Governo provvisorio della Repubblica francese.
Una delle principali conseguenze politiche della liberazione di Parigi fu la scomparsa de facto della repubblica di Vichy e la considerazione del Governo provvisorio della Repubblica francese con il generale Charles de Gaulle in testa, come depositario della legittimità storica e politica della Francia e Repubblica francese. D'altra parte, de Gaulle riuscì a diventare il simbolo della rinascita della nuova Francia, e i tentativi degli anglosassoni di trovare un altro militare o politico francese con cui sostituirlo furono definitivamente accantonati.

## Antefatti
Lo sbarco sulle spiagge della Normandia, avvenuto il 6 di giugno 1944 iniziò la battaglia di Normandia, il cui favorevole esito per gli eserciti degli Alleati permise loro l'avanzata verso l'est della Francia, con l'obiettivo di raggiungere la linea del fiume Reno e, successivamente, entrare nel territorio del Terzo Reich per porre velocemente fine alla guerra in Europa. Tuttavia, riconquistare la città di Parigi costituiva un doppio problema per gli Alleati, sia dal punto di vista militare che logistico, senza dimenticare le prevedibili conseguenze politiche.
Per quanto riguarda le considerazioni militari, l'obiettivo della strategia alleata era la distruzione delle forze tedesche in ritirata verso il Reno, tanto che il generale Dwight D. Eisenhower, comandante supremo del Quartier generale Supremo delle Forze di Spedizione Alleate, non considerava la liberazione di Parigi come un obiettivo primario. Lo scopo delle forze angloamericane era distruggere quelle tedesche, per terminare la guerra in Europa e permettere agli Alleati di concentrare lo sforzo bellico sul fronte del Pacifico. Inoltre, era ormai iniziata la corsa fra angloamericani e sovietici per la conquista di Berlino; corsa che gli Alleati non volevano perdere. Per quanto riguarda aspetti logistici, l'elevato numero di abitanti della capitale francese, era un peso importante per le forniture da destinare alla Francia. Alcuni porti importanti dovevano ancora essere liberati. A quel tempo, né il porto di Cherbourg, né quello di Brest erano stati catturati dagli Alleati, che quindi dipendevano da una catena di approvvigionamento alimentare precaria (il porto Mulberry e oleodotti provvisori). Questi mezzi erano, al momento, insufficienti per consentire lo spiegamento dell'intera potenza militare Alleata lungo il fronte dell'Europa occidentale.
Infine, uno degli obiettivi fondamentali del Governo provvisorio della Repubblica francese era quello di raggiungere il recupero della capitale francese, che doveva diventare un simbolo della rinascita di una Francia su un piano di parità con il resto degli alleati occidentali nel lotta comune contro la Germania nazista. Tuttavia, gli Stati Uniti e il Regno Unito erano riluttanti a concedere la paternità di un evento politico così importante al generale Charles de Gaulle ed erano favorevoli all'ipotesi che il territorio francese fosse sotto il controllo dell'AMGOT (Allied Military Government of Occupied Territories, in italiano Amministrazione militare alleata dei territori occupati). L'amministrazione Alleata era stata pianificata dai Capi di Stato Maggiore statunitensi, e approvata dal presidente Roosevelt, nonostante avesse ricevuto l'opposizione di Eisenhower. Questo controllo doveva durare fino a quando il panorama politico francese non si fosse chiarito, temendo gli Alleati la presenza e l'influenza del Partito comunista francese all'interno della resistenza. Per questo, gli angloamericani preferivano attendere lo svolgimento di elezioni libere sul territorio francese invece di affidare il governo francese a De Gaulle.
La conseguenza di tutto ciò fu che i generali americani Eisenhower e Omar Bradley, che nella seconda e terza settimana di agosto furono occupati dai combattimenti della Sacca di Falaise, intendevano, una volta terminata la battaglia, aggirare Parigi da nord invece di entrare in città, per due motivi: evitare di trasformare la città in un campo di battaglia, ed evitare di doversi ritrovare nella situazione di sfamare milioni di civili. Questa era anche l'intenzione del generale americano Leonard T. Gerow, comandante delle operazioni nel settore.
Tuttavia, i francesi premevano per la liberazione della città. Nello spirito dei francesi pesava anche il fatto che dal 1º agosto ci fosse stata una rivolta nella città polacca di Varsavia, animata dalla popolazione civile della città in attesa dell'arrivo dell'Armata Rossa. Allo stesso modo, in caso di insurrezione a Parigi, si presumeva necessariamente che gli Alleati sarebbero intervenuti rapidamente per liberare la capitale dai suoi occupanti tedeschi ed evitare ritorsioni contro la popolazione civile francese e contro la stessa città. Per queste ragioni, i francesi commissionarono al generale Pierre Koenig, che era stato da poco nominato Capo di Stato Maggiore della FFI, di preparare un'insurrezione a Parigi, al fine di impedire il futuro insediamento in Francia dell'AMGOT. I francesi dovevano agire rapidamente, perché il futuro personale amministrativo dell'AMGOT era già stato formato nella città americana di Charlottesville, in Virginia. Charles De Gaulle aveva già visitato la Normandia già liberata nel mese di luglio e aveva lasciato lì due rappresentanti della resistenza per assumere il controllo dell'amministrazione civile nell'area; ciò impedì tacitamente alle forze armate statunitensi di assumere queste funzioni. Tuttavia, il governo provvisorio della Francia considerava la liberazione di Parigi essenziale per stabilire un vero governo francese in grado di annullare qualsiasi tentativo di insediare  un "governo militare alleato" sul Paese.

### La situazione strategica tedesca
Il comandante della guarnigione tedesca di Parigi era il generale Choltitz. Il 7 agosto, Hitler convocò il generale presso la Tana del Lupo; dopo un discorso di tre quarti d'ora nel quale il Fuhrer si lamentò dell'opposizione nei suoi confronti e sfogò la sua rabbia nei confronti dei congiurati del 20 luglio, gli espose i piani per la città: Choltitz, in qualità di comandante di una "fortezza assediata" aveva pieni poteri su tutto il personale della Wehrmacht di stanza nella capitale. Inoltre, gli ordini successivi prevedevano la distruzione dei ponti e monumenti di Parigi e la feroce soppressione di qualsiasi resistenza da parte della popolazione, fino all'ultimo uomo. L'obiettivo era di creare una seconda "Stalingrado" sul fronte occidentale e immobilizzare così diverse divisioni alleate.
Ma il generale Von Choltitz non mostrò alcuna volontà di attuarli. La guarnigione tedesca infatti, in teoria poteva contare su 25000 uomini. In pratica, buona parte delle truppe e dei carri armati a sua disposizione dovettero lasciare la città per andare a combattere contro le unità americane di Patton. Le truppe rimaste erano scarsamente attrezzate, e soprattutto, erano un miscuglio eterogeneo di vari tipi di unità (ad esempio amministrative) dal basso valore di combattimento. Gli 80 carri armati a disposizione (alcuni risalenti all'estate 1940) come ad esempio il Renault FT (con l'intenzione di utilizzarli a Parigi nel combattimento urbano che avrebbe dovuto avere luogo contro gli statunitensi) erano per l'epoca assolutamente obsoleti, così come diversi pezzi di artiglieria. Il 17 agosto, Choltitz ricevette la visita del feldmaresciallo Walter Model. Model si trovava in Francia per fronteggiare l'invasione angloamericana, dopo aver rilevato l'incarico del generale Günther von Kluge. Il feldmaresciallo era stato costretto a ritirarsi più volte dopo mesi di combattimenti intensi, ed ora si trovava a Parigi.

## La liberazione

### Insurrezione generale (15-19 agosto)

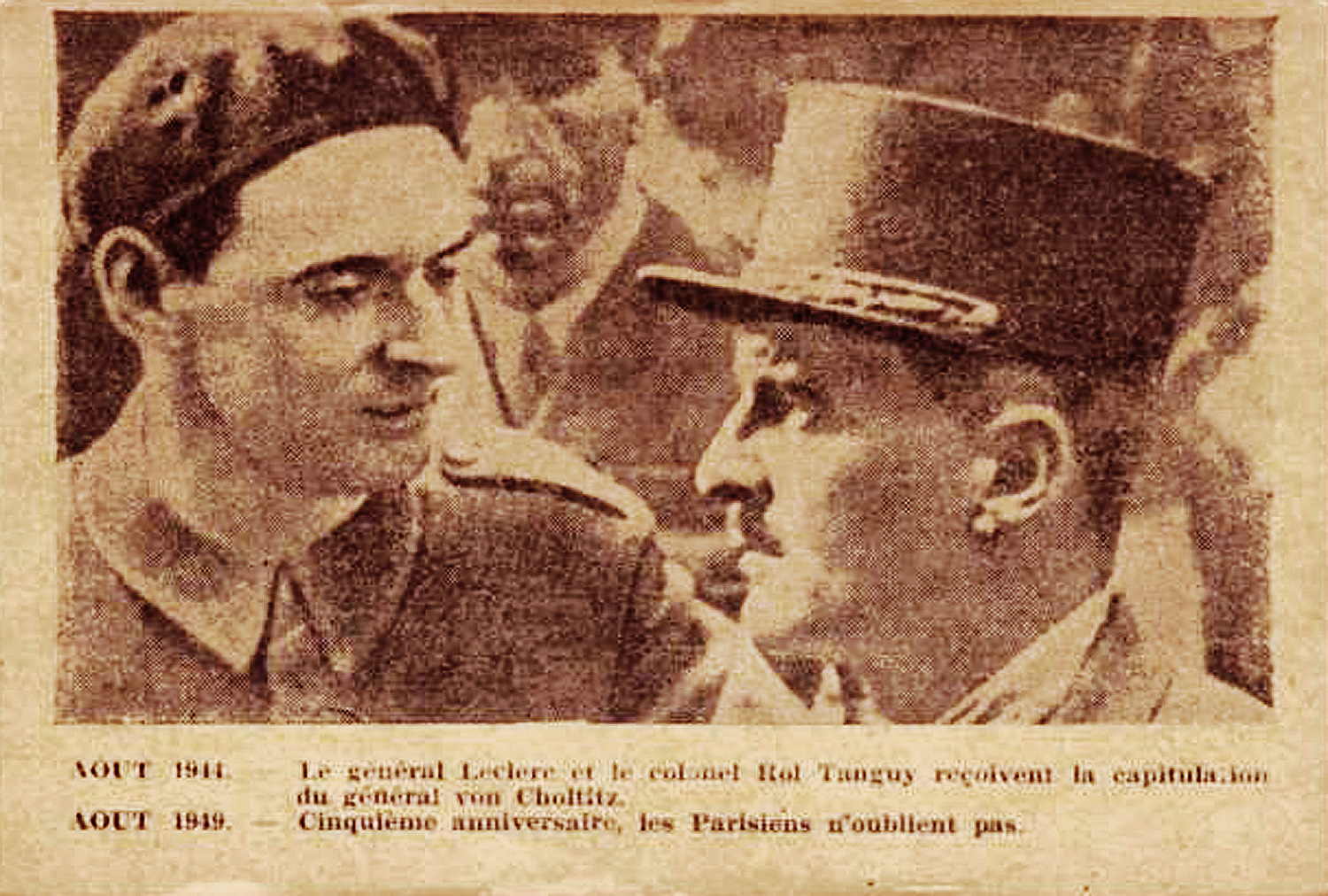
Rol-Tanguy e Leclerc

La resistenza di Parigi era stata guidata dal comunista Henri Rol-Tanguy, capo della FFI nella regione di Île-de-France. L'uomo guidava la Resistenza dal suo quartier generale situato in piazza Denfert-Rochereau, assieme al delegato militare nazionalsita gollista Jacques Chaban-Delmas. Le forze di Rol-Tanguy erano scarsamente equipaggiate e non avevano nemmeno collegamenti radio verso l'esterno, ma il comandante era entusiasta e rapidamente iniziò a circondare i nuclei di resistenza dei tedeschi. Gli occupanti avevano da subito preso posizione difensiva, mentre una divisione della SS aveva ricevuto l'ordine di raggiungere Parigi per rafforzare le unità della Wehrmacht sul posto. Il motivo dell'invio di un'unità delle SS era, presumibilmente, che avrebbe aiutato a soddisfare fedelmente i desideri di Adolf Hitler per la completa distruzione della città.
Il 15 agosto, nel sobborgo nordorientale di Pantin, 1654 uomini (tra cui 168 aviatori Alleati catturati) e 546 donne, tutti prigionieri politici, vennero inviati ai campi di concentramento di Buchenwald (gli uomini) e Ravensbrück (le donne) in quello che fu l'ultimo convoglio tedesco verso la Germania. Choltitz, sotto gli ordini del feldmaresciallo Von Kluge, sequestrò tutte le armi in possesso degli agenti di polizia francesi e immagazzinate nelle armerie della polizia.
Lo stesso giorno, gli impiegati della metropolitana di Parigi, della Gendarmeria e della Polizia iniziarono uno sciopero; i lavoratori della posta si unirono alle proteste il giorno seguente. Il 16 agosto Rol-Tanguy ordinò la requisizione dei veicoli in città per cominciare a preparare le difese. Nello stesso momento, Chaban-Delmas era di ritorno da Londra; il delegato gollista si era recato in Inghilterra per avvisare il generale Kœnig che una rivolta era inevitabile, e quest'ultimo gli aveva ordinato di fermare in qualsiasi modo l'insurrezione, poiché gli Alleati stavano pianificando l'occupazione di Parigi per l'inizio di settembre.  Tuttavia, i gollisti non potevano lasciare l'iniziativa nelle mani dei comunisti e non si opposero a Rol-Tanguy quando quest'ultimo propose di intensificare la lotta in una riunione del Consiglio Nazionale della Resistenza tenutasi il 17 agosto, giorno che sarebbe finito per essere conosciuto come quello della Grande fuite des Fritz ("il grande volo dei tedeschi"), poiché questi, sapendo che non erano più in grado di controllare la situazione per molto più tempo, iniziarono l'evacuazione e lunghe carovane di automobili lasciarono la città, abbandonandosi anche a sporadici saccheggi.
Il 18 agosto sui muri della città comparvero manifesti del Partito Comunista che incitavano alla rivolta. In breve, agli scioperi già in corso, si unirono anche altri operai, che, attraversando la città, segnarono l'inizio dell'insurrezione generale. Quel giorno, Rol-Tanguy ordinò a tutti i parigini venne ordinata la sollevazione generale contro le forze naziste e collaborazioniste. In breve vennero issate delle barricate e iniziarono una serie di violenti scontri, che ebbero il loro culmine il 22 agosto. Scontri più pesanti si svolsero nei pressi del palazzo della Prefettura, che fu catturata dagli insorti il 18 agosto. Choltitz rispose cautamente a questi attacchi, ordinando di isolare l'edificio con alcuni uomini e carri armati, piuttosto che irrompere al suo interno per fronteggiare i rivoltosi.

### L'insurrezione delle FFI (19-23 agosto)

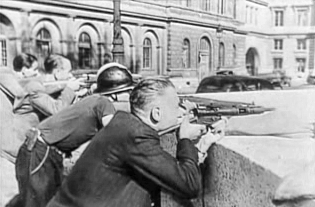
Partigiani delle FFI impegnati in uno scontro a fuoco il 19 agosto.

In tutta la Francia, grazie alle trasmissioni radio della BBC e della Radiodiffusion nationale (una stazione radio della Resistenza) la popolazione venne a conoscenza dell'avanzata degli Alleati verso Parigi a conclusione della battaglia della Normandia.
Il 20 agosto il quartier generale del personale della FFI si insediò in una base segreta sotterranea a Place Denfert-Rochereau, sotto il Leone di Belfort. Lo stesso giorno, il quartier generale della polizia fu catturato dai partigiani e le schermaglie tra le forze francesi e tedesche si diffusero in tutti i quartieri e i sobborghi. Nello stesso momento, il delegato del governo provvisorio Alexandre Parodi iniziò la formazione di un organo di governo centralizzato, pianificando l'acquisizione dei diversi ministeri. Mentre la città era in subbuglio, il generale francese Philippe Leclerc, al comando della 2e division blindée (2ª DB), era vicino al comune di Argentan, mentre De Gaulle, tornato dal Canada due giorni prima, incontrò il generale Eisenhower a Le Mans e lo convinse a far marciare a Parigi la 2e division blindè. Quel giorno Hitler ordinò al feldmaresciallo Model di far sì che le truppe tenessero saldamente la linea del fronte sulla Senna, in maniera tale da rendere Parigi un "punto di forza" della difesa tedesca. Il controllo della città doveva essere mantenuto in qualsiasi modo, anche a costo della sua totale distruzione. Ricevuto l'ordine di tenere la città, il generale replicò che per farlo avrebbe dovuto avere almeno 200000 uomini e sei divisioni di panzer in più. A quel punto, capendo che le sue forze non sarebbero riuscite a resistere ai tumulti interni della città e alle divisioni Alleate in arrivo dall'esterno, Model pensò che rispettare gli ordini avrebbe significato la sua totale disfatta, disobbedì agli ordini di Hitler e ritirò la Prima Armata e la Quinta Armata Panzer oltre la Senna, per rinforzare le linee sulla Marna e la Somme. Choltitz si ritrovò a dover difendere la città da solo.
Il 21 agosto, i giornali un tempo clandestini furono venduti per la prima volta pubblicamente, mentre i tedeschi rafforzarono le loro posizioni, mantenendo saldamente il Giardino delle Tuileries, Rue de Rivoli, i Quai, l'Ecole Militaire, le caserme del Principe Eugenio in Place de la République e l'area dei Giardini del Lussemburgo. Tuttavia, il centro della città e il municipio erano in mano agli insorti. Fu concordata una tregua, su proposta di Raoul Nordling, console di Svezia. La tregua servì ad entrambe le parti: i tedeschi ne approfittarono per continuare l'evacuazione della città, la Resistenza per consolidare le proprie posizioni difensive. Rol-Tanguy tuttavia, che non era stato messo al corrente dei piani per negoziare una tregua, e furioso per ciò che vedeva come un'ingerenza esterna, ordinò ai suoi uomini di continuare con le operazioni e di prendere il controllo della città. Il 23 agosto, alle 11.00 del mattino Choltitz ricevette l'ordine di Hitler di distruggere la città.

### L'arrivo della 2e division blindée

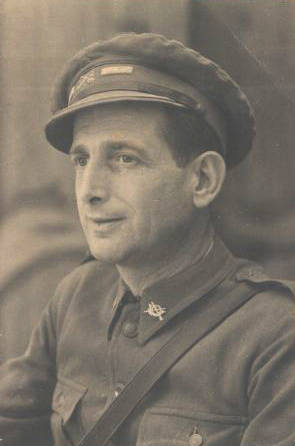
Il tenente Amado Granell, primo soldato Alleato ad entrare a Parigi. Fotografia scattata durante la guerra civile spagnola.

Il generale Leclerc, a conoscenza della situazione in città e ansioso di intervenire, contravvenendo agli ordini alleati decise di dirigersi verso la capitale. Senza informare il generale americano Leonard Gerow, ordinò una prima ricognizione nei pressi di Versailles. Il generale, scoperti i movimenti dei francesi, ordinò il loro rientro immediato, ma Leclerc fece finta di non aver ascoltato. Nel frattempo, gli insorti parigini, a corto di munizioni, non avrebbero potuto resistere ancora a lungo contro i tedeschi. Data la situazione disperata in cui si trovarono, e dopo aver ottenuto l'approvazione del generale Charles de Gaulle, che pensava che solo la divisione di Leclerc avrebbe avuto la gloria di aver liberato Parigi, Leclerc forzò la situazione davanti agli Alleati dando l'ordine di avanzare verso Parigi (contro gli ordini dei loro superiori americani). Il 24 agosto, Leclerc inviò un messaggio alle FFI trincerati nel quartier generale della polizia, invitandoli a resistere poiché i rinforzi erano in arrivo. Il generale Eisenhower, incerto di riuscire a fermare i francesi, finì per arrendersi all'evidenza, inviando a sostegno degli uomini di Leclerc la 4th Infantry Division, non solo a non lasciare i francesi soli con l'onere dell'attacco, ma anche benefici in termini di propaganda e politici.
Il primo reparto della 2ª DB francese del generale a entrare a Parigi fu la 9ª compagnia del 3/RMT (Regiment de marche du Tchad) guidata dal tenente Raymond Dronne. Questa compagnia, La Nueve, guidata dal veterano della guerra civile spagnola Amado Granell, era costituita principalmente da repubblicani spagnoli espatriati fortemente antifascisti, raggruppati nei plotoni meccanizzati Elias e Campos equipaggiati con semicingolati halftracks denominati in ricordo delle battaglie della guerra civile, con nomi come "Madrid", "Guadalajara", "Brunete" e "Guernica". La compagnia degli spagnoli era rinforzata da tre carri armati M4 Sherman del tenente Michard, appartenente alla compagnia Witasse del 501° Regiment des Chars de Combat; i tre Sherman portavano i nomi "Montmirail", "Champaubert" e "Romilly" in ricordo delle vittorie di Napoleone Bonaparte nel 1814 contro i prussiani.
Intorno alle ore 19.00 la 2ª DB raggiunse la stazione ferroviaria di Croix-de-Berny. Leclerc ordinò alla 9ª compagnia guidata da tenente Dronne e Granell e di andare in avanscoperta. Alle ore 20.00 la compagnia partì. Un giovane di nome Georges Chevalier, facendosi strada fra la folla che si era accalcata attorno alle forze francesi, si offrì come guida per far attraversare in sicurezza l'armata fra le strade della regione meridionale della città. Dopo tre quarti d'ora, la compagnia arrivò a Porte d'Italie, uno degli ingressi della città. La compagnia era finalmente giunta nella capitale, ma il tenente Dronne necessitava di conoscere la posizione delle truppe tedesche. Giunse a quel punto un'altra guida, un armeno, a bordo di un ciclomotore. Passando per alcune strade secondarie, alle ore 21.22 la colonna raggiunse l'Hôtel de Ville, dove Dronner si incontrò con alcuni capi della Resistenza, tra cui Georges Bidault, futuro presidente della Francia. Gli uomini di Dronner e Granell ricevettero un'autentica esplosione di giubilo popolare nei sobborghi, con i cittadini francesi che celebravano nelle strade, un elemento che contribuì a ritardare l'avanzata delle truppe, ostacolata dall'occupazione delle strade delle città. Le campane di tutte le chiese risuonarono, per segnalare l'arrivo in città dei francesi.

### Gli Alleati entrano a Parigi

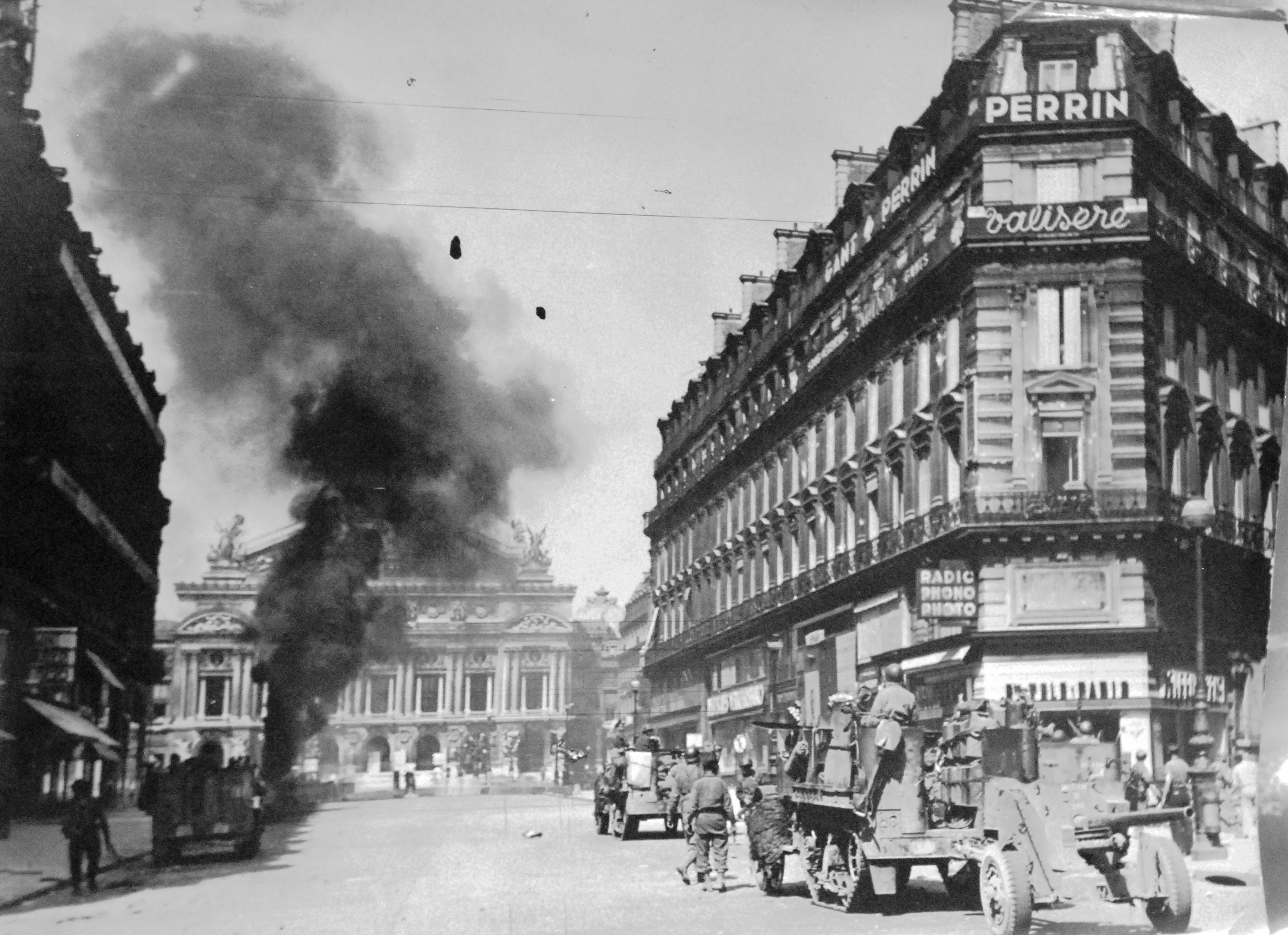
Mezzi corazzati della Divisione Leclerc combattono di fronte all'Opera. Un carro armato tedesco è in fiamme.

La 4th US Infantry Division, guidata dal generale Raymond Barton, entrò in città attraverso Porte d'Italie alle prime ore del 25 agosto. I reggimenti americani in avanzamento coprirono il fianco destro della 2ª DB, e si mossero verso est in direzione della Bastiglia, facendosi strada attraverso Avenue Daumesnil e dirigendosi verso Bois de Vincennes. I giovani membri del gruppo di resistenza della Section motorisée du XVIe , istituiti e comandati da Jean-Gérard Verdier, aiutarono i veicoli corazzati a orientarsi nella capitale. Questi giovani furono integrati nelle unità statunitensi, e fornirono loro informazioni e accesso ai punti di resistenza tedeschi, partecipando anche agli scontri. Guidati dai combattenti della resistenza, gli Alleati raggiunsero la Rue de Rivoli nonostante i pesanti combattimenti in città. I carri armati francesi distrussero più volte i panzer tedeschi e le colonne corazzate durante gli scontri, che nella notte precedente avevano intensificato la propria attività in un tentativo di contrattacco. Nel pomeriggio, i commando inglesi della 30 Assault Unit, entrarono in città dalla Porte d'Orléans e cominciarono a perquisire alcuni edifici in cerca di informazioni vitali, riuscendo a catturare l'ex quartier generale dell'ammiraglio Karl Dönitz, situato a Château de la Muette.

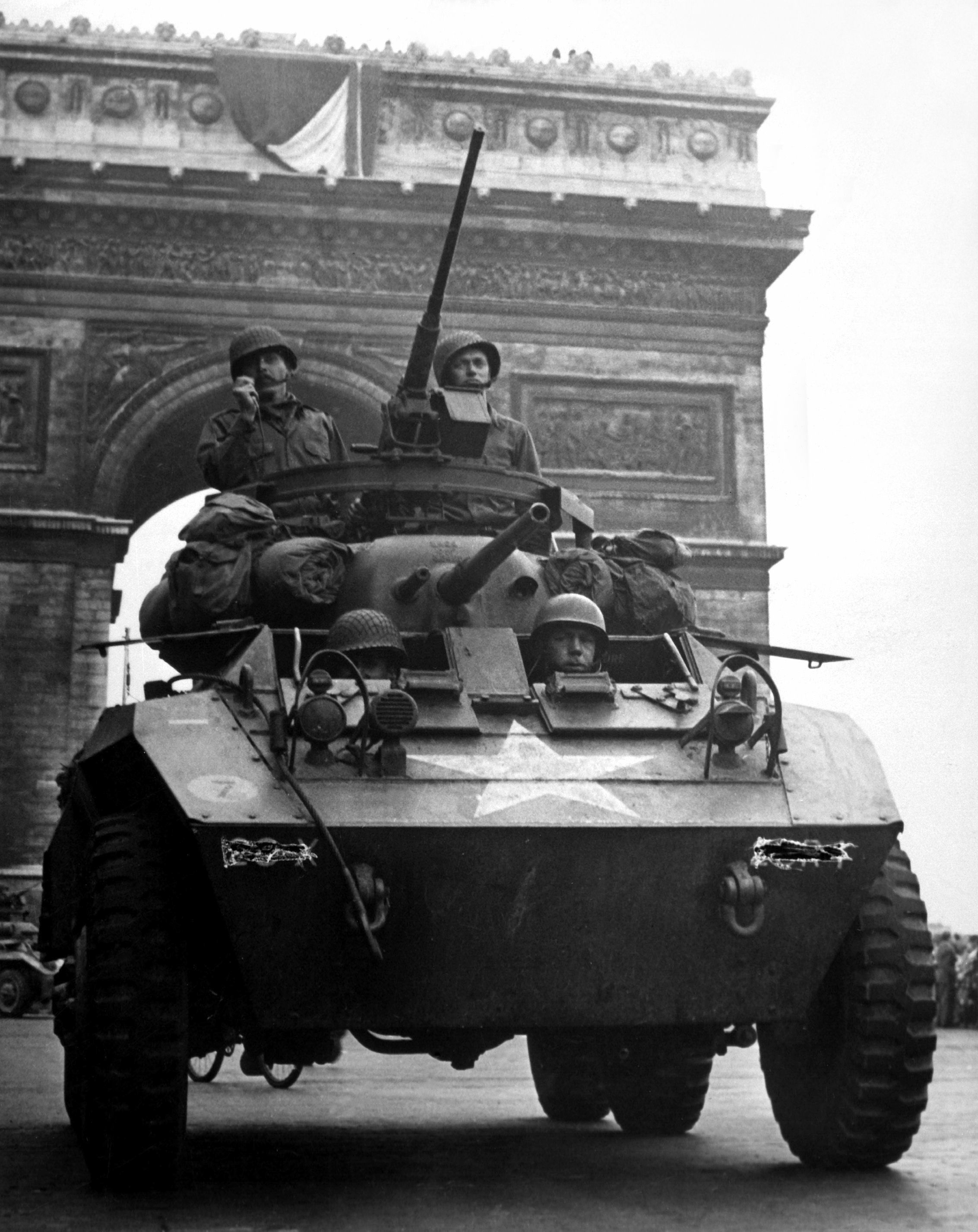
Un M8-Greyhound sfila sotto l'Arco di Trionfo nell'agosto del 1944

Alle ore 14.30 del 25 agosto ebbe luogo un improvviso combattimento proprio al centro di Parigi; un carro Panzer V Panther sbucò da Place de la Concorde e aprì il fuoco contro i tank-destroyers M10 del RBFM (Regiment blindée des Fusiliers Marines) arrivati a Place Charles-de-Gaulle; sotto l'arco di Trionfo in quel momento si trovavano il colonnello Paul de Langlade e il capitano Jacques Massu. Quattro cacciacarri M10 si schierarono sugli Champs-Élysées e spararono al Panther fermo accanto all'Obelisco in Place de la Concorde; il TD Simoun del secondo ufficiale Paul Quinon colpì a 1800 metri il carro tedesco, danneggiandone i cingoli e immobilizzandolo. Il Panther però era ancora in grado di rispondere al fuoco con il cannone da 75 mm. A questo punto apparvero su Place de la Concorde, provenienti da Rue de Rivoli, i carri M4 Sherman di una sezione del 501° Regimemt des Chars de Combat; il sergente Bizien, sullo Sherman Douaumont, colpì frontalmente senza effetto il Panther, quindi decise di tentare di speronarlo. Lo Sherman urtò violentemente il carro tedesco, il sergente Bizien uscì dal carro e catturò l'equipaggio tedesco, mettendo fine al clamoroso scontro.

### La resa dei tedeschi
In attesa della capitolazione finale, la 9ª compagnia assalì la Camera dei deputati, l'Hôtel Majestic e Place de la Concorde. Contravvenendo all'ordine diretto di Hitler per una resistenza ad oltranza e nell'eventuale distruzione della città in caso di abbandono, il generale Choltitz si arrese alle 15.30 del 25 agosto, nei pressi dell'Hôtel Meurice. Fu quindi trasportato al palazzo della Prefettura, dove firmò la resa ufficiale, e infine alla stazione di Montparnasse, dove il generale Leclerc aveva stabilito il suo posto di comando, per firmare la resa delle truppe tedesche a Parigi. Gli Alleati ricevettero Von Choltilz come prigioniero, mentre altre unità francesi entrarono nella capitale.

### I festeggiamenti per la vittoria
Lo stesso giorno, il 25 agosto, il generale Charles de Gaulle, si recò al Ministero della Guerra, a Carrer de Saint-Dominique, e successivamente all'Hôtel de Ville.dove, immerso nella folla indescrivibilmente felice, lo attendevano il Comitato per la liberazione di Parigi e il Consiglio nazionale della Resistenza. Lì, De Gaulle rese omaggio alla capitale della Francia con un discorso divenuto celebre:
(Charles De Gaulle)

Il giorno successivo, il 26 agosto, fu organizzata una parata della vittoria attraverso gli Champs Élysees. La folla entusiasta salutò i soldati statunitensi e gli uomini di Leclerc, sebbene il generale americano Gerow avesse vietato la partecipazione alla sua divisione corazzata, essendo ancora sconvolto dalla disobbedienza del generale francese.  De Gaulle nel frattempo volle assicurarsi di vedersi attribuito il ruolo principale nella liberazione della città, lasciando sullo sfondo i membri della Resistenza in città. In primo luogo, affiancato dagli uomini della "Nueve", che divennero la sua scorta in quei giorni a Parigi, si recò a rendere omaggio alla tomba del milite ignoto. Una successiva parata della vittoria fu organizzata mettendo in testa gli uomini della compagnia spagnola, con Amado Granell in prima fila.  Inoltre, una bandiera della Seconda Repubblica spagnola attraversò il viale degli Champs Élysées.

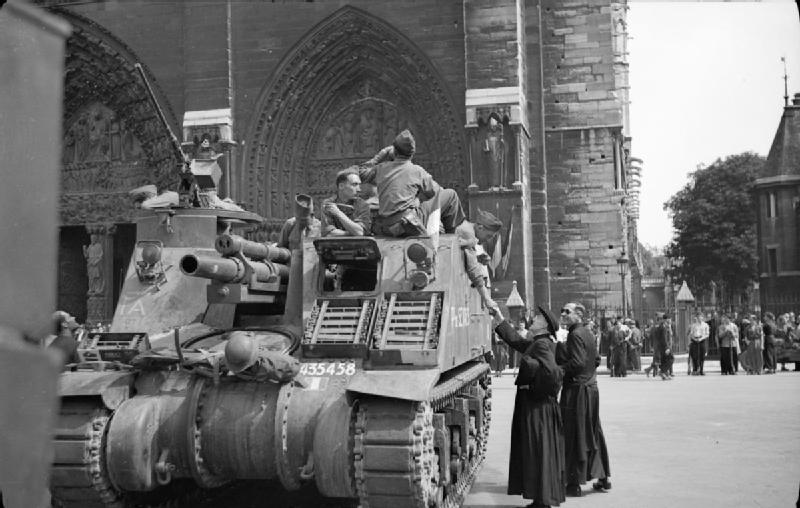
Artiglieria semovente francese della 2e divisione blindée davanti alla Cattedrale di Notre-Dame il 26 agosto 1944.

In seguito fu tenuta una cerimonia di ringraziamento presso la cattedrale di Notre Dame, che fu disturbata da un breve scambio di colpi d'arma da fuoco, causata da un errore di alcuni insorti che credevano di aver avvistato tiratori nemici in procinto di tendere un'imboscata dalla cattedrale. La popolazione presente si andò rapidamente a riparare dietro i veicoli corazzati di Leclerc. Tuttavia, De Gaulle, imperturbabile, continuò a camminare come se nulla fosse in mezzo alla strada, per recarsi all'interno della chiesa. Malcolm Muggeridge, agente del servizio segreto inglese, presente sul posto, ricordò così la scena:
Una stima parla di 1500 membri della Resistenza francese e di civili francesi morti durante i combattimenti per la liberazione della città, mentre le perdite dei tedeschi furono di circa 3200 morti nei combattimenti e 12800 prigionieri.
Il 29 agosto, la 28th Infantry Division statunitense, assemblata a Bois de Boulogne la notte prima, sfilò in parata da Avenue Hoche fino all'Arco di Trionfo, per poi scorrere lungo gli Champs Élysées, acclamata dalla folla festante.

## Conseguenze
La rivolta di Parigi conferì al governo francese libero di recente istituzione e al suo presidente, Charles de Gaulle, sufficiente prestigio e autorità per fondare una repubblica francese provvisoria. Ciò sostituì il caduto Stato di Vichy e unì la Resistenza francese divisa politicamente, trascinando gollisti, nazionalisti, comunisti e anarchici in un nuovo governo di "unità nazionale"

## Eredità
Il 60º anniversario, nel 2004, venne celebrato con due parate militari con veicoli d'epoca, una rappresentante la Francia, e l'altra gli Stati Uniti.

## Nel cinema
- Parigi brucia? (1966) di René Clément, ispirato all'omonimo libro[7] di Larry Collins e Dominique Lapierre.
- Diplomacy - Una notte per salvare Parigi (2014) di Volker Schlöndorff, ispirato all'opera teatrale Diplomatie diretta da Cyril Gely.[20]